# Sempiternal Consecration
Albums de Luna ad Noctum
Dimness Profound
(2002) The Perfect Evil In Mortal
(2006)
Sempiternal Consecration est le deuxième album studio du groupe de black metal symphonique polonais Luna ad Noctum. L'album est sorti le 28 juin 2004 sous le label Metal Mind Productions.
Le titre Into the Pentagram est une reprise du groupe Samael.

## Musiciens
- Adrian Nefarious : Chant, Basse
- Thomas Infamous : Guitare
- Blasphemo Abyssum Invocat : Guitare
- Noctivagus Ignominous : Claviers
- Dragor Born In Flames : Batterie

## Liste des morceaux
1. Premonition... (intro)
2. Sempiternal Consecration
3. Devotion in Sin
4. Death Threatened... Tentalizing
5. Lucifer's Light
6. Avast !
7. Harass Me
8. Inner Predator
9. Six Common Salvations
10. Into the Pentagram (reprise de Samael)